# International Normalized Ratio
International Normalized Ratio (INR) is een maat voor de stollingstijd van bloed. Het geeft aan hoeveel langzamer het bloed van de patiënt stolt dan bij iemand zonder afwijkende bloedstolling. Als de INR van iemand bijvoorbeeld 3,0 is, betekent dat dat diens bloed 3,0 keer zo langzaam stolt als van iemand zonder afwijkende bloedstolling, bijvoorbeeld 45 tegen 15 seconden onder gestandaardiseerde omstandigheden.
INR is een gestandaardiseerde weergave van de meting van de protrombinetijd. De protrombinetijd is een maat die aangeeft hoelang het duurt voordat er in het menselijke bloed fibrine gevormd wordt. De protrombinetijd is een maat die van laboratorium tot laboratorium erg kon verschillen, waardoor de resultaten van de verschillende onderzoeken niet met elkaar te vergelijken waren. Vandaar dat de INR is ingevoerd.

## Meting
De INR is gebaseerd op de verhouding van de gemeten protrombinetijd (test) en de standaard protrombinetijd (norm). De benodigde correctiefactor is de ISI zoals de leverancier van de betreffende meetprocedure die aangeeft.
{\displaystyle INR=\left({\frac {PT_{test}}{PT_{norm}}}\right)^{ISI}}

## Bloedstolsels
Het kan een nadeel zijn als er snel bloedstolsels gevormd worden. Dit is bijvoorbeeld het geval als iemand kunstmateriaal in het lichaam heeft (zoals een kunstmatige hartklep of een kunststof aortaprothese (grote lichaamsslagader)). Aan niet-lichaamseigen materialen kunnen bloedplaatjes makkelijk blijven kleven, waardoor er makkelijker een bloedstolsel ontstaat, met alle gevolgen van dien. Patiënten met implantaten in de bloedbaan krijgen dan ook meestal medicatie (coumarinen of NOAC's) waardoor de INR hoger wordt, dus waardoor het langer duurt voordat hun bloed stolt. Ze hebben dan in de volksmond 'dunner bloed' omdat ze 'bloedverdunners' slikken. Hun bloed is echter in werkelijkheid niet minder dik, bloedverdunners hebben geen enkele invloed op de viscositeit of de stromingseigenschappen van bloed, alleen op de stolling ervan.

## Nederland
De INR van deze patiënten wordt in Nederland gecontroleerd door de Trombosedienst, een uitgebreid netwerk van diensten van gespecialiseerde verpleegkundigen, doseerartsen en hematologen, die door geregeld bloed te prikken (venapunctie) of een vingerprik de dosering van de antistollingsmedicatie bepalen.